# Setodes atitejas
Setodes atitejas är en nattsländeart som beskrevs av Schmid 1987. Setodes atitejas ingår i släktet Setodes och familjen långhornssländor. Inga underarter finns listade i Catalogue of Life.